# Eternal Daughter
 (août 2022).
Si vous disposez d'ouvrages ou d'articles de référence ou si vous connaissez des sites web de qualité traitant du thème abordé ici, merci de compléter l'article en donnant les références utiles à sa vérifiabilité et en les liant à la section « Notes et références ».
Pour plus de détails, voir Fiche technique et Distribution.
Eternal Daughter est un film américano-britannique réalisé par Joanna Hogg et sorti en 2022.

## Synopsis
La cinéaste Julie voyage avec sa mère Rosalind et son chien Louis dans un taxi. Le chauffeur lui raconte une histoire de fantômes. Il les dépose dans un grand hôtel isolé et apparemment vide. Le père de Julie est décédé quelques années plus tôt et Julie souhaite passer du temps avec sa mère dans l'espoir de réaliser un film sur elle. 
Enveloppé d'un brouillard inquiétant et résonnant de craquements, de coups et de gémissements de vent qui l'empêchent de bien dormir, l'hôtel est l'ancienne propriété familiale de Rosalind. Elle y raconte des souvenirs douloureux, notamment la mort d'un membre de sa famille pendant la Seconde Guerre mondiale. Julie se met à pleurer de regret en refaisant remonter ces souvenirs, mais Rosalind lui assure que ce n'est pas sa faute et qu'elle a aussi de bons souvenirs de la maison de ses parents.
Une nuit, Julie entre dans sa chambre et constate que Louis a disparu. Elle fouille frénétiquement les lieux, demandant l'aide de Bill, un employé de l'hôtel. Julie revient dans la chambre et trouve le chien assis sur le lit. Elle remercie Bill pour son aide et ils partagent un verre, unissant leurs sentiments par le chagrin qu'ils partagent : le père de Julie et la femme de Bill, également décédée récemment. 
Le lendemain, jour de l'anniversaire de Rosalind, Julie surprend une conversation entre Rosalind et Bill. Rosalind dit qu'elle a pitié de Julie, car elle n'a pas d'enfants et qu'elle adore sa mère. Plus tard, Rosalind raconte les circonstances de sa fausse couche, après quoi le cousin de Julie, Alistair, lui dépose des fleurs.
Julie organise un dîner d'anniversaire spécial avec des cadeaux pour sa mère, mais lorsque Rosalind lui dit qu'elle n'a pas faim, Julie s'effondre. Elle a le sentiment de ne pas pouvoir être heureuse tant que sa mère ne l'est pas et craint pour l'avenir, car elle n'a pas d'enfants pour s'occuper d'elle quand elle en aura besoin. 
Alors qu'elle apporte un gâteau d'anniversaire à sa mère, Julie se met à sangloter et on découvre qu'elle est seule à table et que sa mère est morte. Bill se rend dans la chambre de Julie et la réconforte, et plus tard, elle rêve de Rosalind sur son lit de mort. Le lendemain, le soleil brille et les oiseaux chantent tandis que Julie travaille sur son scénario, qui s'ouvre sur la scène du début du film. À sa sortie, l'hôtel est bondé de clients et de personnel. La réceptionniste semble visiblement inquiète pour Julie, qui la remercie de son attention. Bill aide Julie à monter dans un taxi qui l'emmène.

## Fiche technique
Sauf indication contraire, les informations mentionnées dans cette section peuvent être confirmées par la base de données cinématographiques IMDb,  présente dans la section « Liens externes ».
- Titre français : Eternal Daughter
- Titre original : The Eternal Daughter
- Réalisation et scénario : Joanna Hogg
- Direction artistique : Byron Broadbent
- Décors : Naomi Reed
- Costumes : Grace Snell
- Photographie : Ed Rutherford
- Montage : Helle le Fevre
- Société de distribution : Condor Entertainment (France)
- Pays de production :  États-Unis,  Royaume-Uni
- Format : couleurs
- Genre : drame
- Durée : 96 minutes
- Dates de sortie :
  - Italie : 6 septembre 2022 (Mostra de Venise)
  - Canada : 11 septembre 2022 (festival de Toronto)
  - États-Unis : 2 décembre 2022 (sortie limitée)
  - France : 22 mars 2023

## Distribution
Sauf indication contraire, les informations mentionnées dans cette section peuvent être confirmées par la base de données cinématographiques IMDb,  présente dans la section « Liens externes ».
- Tilda Swinton : Julie Hart / Rosalind Hart
- Joseph Mydell : Bill
- Carly-Sophia Davies : réceptionniste

## Sortie

### Accueil critique
En France, le site Allociné propose une moyenne de 3,5⁄5, fondée sur l'interprétationde 28 critiques de presse.

## Distinction

### Sélection
- Mostra de Venise 2022 : sélection officielle